# 北布蘭奇 (紐約州)
北布蘭奇（英語：North Branch）是位於美國紐約州沙利文縣的非建制地區。

## 歷史
北布蘭奇的郵局自1851年營運至今。

## 地理
北布蘭奇所處的海拔為高於海平面316米（即1037英呎），而該地所採用的時區為UTC-5，即北美东部时区（EST）。同時該地設有夏令時間，為UTC-5調快一小時，即UTC-4（EDT）。